# 鳥部万里子
鳥部 万里子（とりべ まりこ、1990年7月31日 - ）は、日本の女性声優。ダックスプロダクション所属。新潟県出身。

## 略歴
7歳の時は遊びに行く場所もなかったため、近所のゲートボール場に皆で集まって遊び、アニメを見るのが好きだった。アニメはジブリ作品が好きだった。
17歳の時にドイツに留学していた。
2012年ミスソフィアグランプリ。
初仕事は19歳の時の洋画の吹き替え。テレビアニメ『石田とあさくら』の木下奈々子役でアニメデビュー。
2025年1月31日をもってIAMエージェンシーを退所。4月1日よりダックスプロダクションに所属。

## 人物
特技はドイツ語、ヴァイオリン、乗馬。趣味はオーケストラ活動。
資格はドイツ語技能検定 準1級、TOEIC 845点、HSK 3級（中国語）。
座右の銘は「Say “Thank you” a lot」。

## 出演

### テレビアニメ
2013年
- 石田とあさくら（木下奈々子）
- フォトカノ（山沢）

2014年
- 普通の女子校生が【ろこどる】やってみた。
- 僕らはみんな河合荘（律の同級生B）

2015年
- 城下町のダンデライオン（早乙女零子）

2016年
- 三者三葉（英語教師）
- ナゾトキネ（田蚊野富子）

2017年
- にゃんこデイズ（女性アナウンサー）

2019年
- ぱすてるメモリーズ（榊亜矢香）
- ワンパンマン（キャバクラ嬢B）
- 放課後さいころ倶楽部（アンナ）

2022年
- ドールズフロントライン（自動音声）
- パズドラ RAS（ロシェ）

2023年
- D4DJ All Mix（女性客、英会話本音声、スタッフ、観客、女子生徒）
- ワールドダイスター（女の子、流石のファンA、劇団員C、ファンの女の子、千寿暦 他） - ドイツ語指導も担当

2024年
- ゆびさきと恋々（女子高生A、少年A）

### ゲーム
2014年
- アイドリズム（七瀬深春）
- トイズドライブ（怪盗「ロストソング」）

2015年
- ザクセスヘブン（片桐茜）
- プリンセスメーカー（リーブラ）

2017年
- ぱすてるメモリーズ（榊亜矢香）

2018年
- モン娘☆は〜れむ（榊亜矢香）

2020年
- モンスターストライク（2020年 - 2024年、王元姫）

2021年
- アリス・ギア・アイギス（2021年 - 2024年、アデライーデ・ブルートハウゼン）

2023年
- ワールドダイスター 夢のステラリウム（千寿暦）

### 吹き替え
- 名探偵ポワロ 鳩のなかの猫（女生徒、看護師）
- 名探偵ポワロ ハロウィンパーティ（ジョイス）
- Nydenion（ネリー）
- ハルマゲドン（コンピューター音声）
- The Whistleblower（ズラータ）
- In the Name of the King:Two Worlds]マンハッタン）
- ETERNAL（マラチク）

### テレビ番組
- 新春特番 マツコと有田の男と女
- 秘密諜報員 エリカ

### 舞台
- 裏切りは僕の名前を知っている Vol.3
- 「永遠は無いと亀が言った」欲望のルビー

### 雑誌
- Cancam 2013年2月号
- Cancam 2012年12月号
- 東京グラフィティ 11月号
- キャンパスナビ 2012年秋号 表紙
- Tiara girl 2012 秋号

## ディスコグラフィ

### キャラクターソング
| 発売日         | 商品名                                                                                                  | 歌 | 楽曲                                                  | 備考                                                |
| -------------- | --- | --- | ----------------------------------------------------- | --------------------------------------------------- |
| 2016年12月21日 | キセキ的Shining! / kiss×kiss×kiss                                                                       | 虹川仁衣菜（指出毬亜）、椎柴識理（鳥部万里子）、箕輪みかさ（日岡なつみ） | 「キセキ的Shining! 」 「kiss×kiss×kiss」              | VR Idol Stars Project『Hop Step Sing!』関連曲       |
| 2017年8月23日  | 気ままに☆サマーバケーション                                                                             | 虹川仁衣菜（指出毬亜）、椎柴識理（鳥部万里子）、箕輪みかさ（日岡なつみ） | 「気ままに☆サマーバケーション」                       | VR Idol Stars Project『Hop Step Sing!』関連曲       |
| 2018年8月29日  | 覗かないでNAKEDハート                                                                                   | 虹川仁衣菜（指出毬亜）、椎柴識理（鳥部万里子）、箕輪みかさ（日岡なつみ） | 「覗かないでNAKEDハート」 「Party Nightがきこえたら」 | VR Idol Stars Project『Hop Step Sing!』関連曲       |
| 2021年7月5日   | ハッピーポー                                                                                            | 虹川仁衣菜（指出毬亜）、椎柴識理（鳥部万里子）、箕輪みかさ（日岡なつみ） | 「ハッピーポー」                                      | VR Idol Stars Project『Hop Step Sing!』関連曲       |
| 2022年12月1日  | White Angel’s Christmas!                                                                                | 虹川仁衣菜（指出毬亜）、椎柴識理（鳥部万里子）、箕輪みかさ（日岡なつみ） | 「White Angel’s Christmas!」                          | VR Idol Stars Project『Hop Step Sing!』関連曲       |
| 2023年7月10日  | あなたをそばに                                                                                          | 椎柴識理（鳥部万里子） | 「あなたをそばに」                                    | VR Idol Stars Project『Hop Step Sing!』関連曲       |
| 2023年11月13日 | 夢のステラリウム                                                                                        | 鳳ここな（石見舞菜香）、静香（長谷川育美）、カトリナ・グリーベル（天城サリー）、新妻八恵（長縄まりあ）、柳場ぱんだ（大空直美）、流石知冴（佐々木李子）、千寿暦（鳥部万里子）、ラモーナ・ウォルフ（田中美海）、王雪（花井美春）、リリヤ・クルトベイ（安齋由香里）、与那国緋花里（下地紫野）、千寿いろは（岡咲美保）、白丸美兎（近藤玲奈）、阿岐留カミラ（若井友希）、猫足蕾（芹澤優）、本巣叶羽（赤尾ひかる）、連尺野初魅（葵井歌菜）、烏森大黒（Lynn）、舎人仁花子（斉藤朱夏）、萬容（山村響）、筆島しぐれ（吉岡麻耶） | 「夢のステラリウム」                                  | ゲーム『ワールドダイスター 夢のステラリウム』関連曲 |
| 2023年12月27日 | ゲームアプリ『ワールドダイスター 夢のステラリウム』Vocal Album Vol.1「プラネタリウム・レヴュー」        | 千寿暦（鳥部万里子）、ラモーナ・ウォルフ（田中美海）、王雪（花井美春）、リリヤ・クルトベイ（安齋由香里）、与那国緋花里（下地紫野） | 「プラネタリウム・レヴュー」 「夢のステラリウム」     | ゲーム『ワールドダイスター 夢のステラリウム』関連曲 |
| 2023年12月27日 | ゲームアプリ『ワールドダイスター 夢のステラリウム』Vocal Album Vol.1「プラネタリウム・レヴュー」        | 千寿暦（鳥部万里子）、ラモーナ・ウォルフ（田中美海） | 「勿忘唄」 「情熱リベレイション」                     | ゲーム『ワールドダイスター 夢のステラリウム』関連曲 |
| 2023年12月27日 | ゲームアプリ『ワールドダイスター 夢のステラリウム』Vocal Album Vol.1「プラネタリウム・レヴュー」        | 千寿暦（鳥部万里子） | 「巡る暦の花のように」                                | ゲーム『ワールドダイスター 夢のステラリウム』関連曲 |
| 2024年2月28日  | ゲームアプリ『ワールドダイスター 夢のステラリウム』Vocal Album Vol.2「Faith in Expression」             | 千寿暦（鳥部万里子）、連尺野初魅（葵井歌菜） | 「血を着飾る栄華のために」                            | ゲーム『ワールドダイスター 夢のステラリウム』関連曲 |
| 2024年8月31日  | Like Blooming Flowers                                                                                   | 千寿いろは（岡咲美保）、千寿暦（鳥部万里子） | 「Like Blooming Flowers」                             | ゲーム『ワールドダイスター 夢のステラリウム』関連曲 |
| 2025年1月26日  | Worlds Dye Star                                                                                         | シリウス、銀河座、Eden、劇団電姫 | 「Worlds Dye Star」                                   | ゲーム『ワールドダイスター 夢のステラリウム』関連曲 |
| 2025年5月28日  | ゲームアプリ『ワールドダイスター 夢のステラリウム』 Vocal Album Vol.6「プラネタリウム・レヴュー Act-2」 | 千寿暦（鳥部万里子） | 「眩しい朝日に照らされて」 「いつか、薄紅の空の下で」 | ゲーム『ワールドダイスター 夢のステラリウム』関連曲 |
| 2025年5月28日  | ゲームアプリ『ワールドダイスター 夢のステラリウム』 Vocal Album Vol.6「プラネタリウム・レヴュー Act-2」 | 千寿暦（鳥部万里子）、ラモーナ・ウォルフ（田中美海） | 「黎明の残照の果て、新しき光の空へ」                  | ゲーム『ワールドダイスター 夢のステラリウム』関連曲 |
| 2025年5月28日  | ゲームアプリ『ワールドダイスター 夢のステラリウム』 Vocal Album Vol.6「プラネタリウム・レヴュー Act-2」 | 千寿暦（鳥部万里子）、与那国緋花里（下地紫野） | 「君というメソッドへ」                                | ゲーム『ワールドダイスター 夢のステラリウム』関連曲 |
| 2025年5月28日  | ゲームアプリ『ワールドダイスター 夢のステラリウム』 Vocal Album Vol.6「プラネタリウム・レヴュー Act-2」 | 千寿暦（鳥部万里子）、ラモーナ・ウォルフ（田中美海）、王雪（花井美春）、リリヤ・クルトベイ（安齋由香里）、与那国緋花里（下地紫野） | 「Worlds Dye Star」                                   | ゲーム『ワールドダイスター 夢のステラリウム』関連曲 |